# Shineray
A Shineray é uma montadora chinesa de motocicletas, motonetas, bicicletas, quadriciclos e veículos utilitários, com exportação de produtos para mais de 80 países.
Em território nacional, a montadora Shineray do Brasil fica no Distrito Industrial de Suape, em Pernambuco. Erigida exclusivamente com capital nacional do grupo pernambucano, os veículos de duas e três rodas são montados na fábrica com peças trazidas da China sobre chassi nacional.
Inaugurada em junho de 2015, a montadora produz 20 modelos de veículos ciclomotores, triciclos e quadriciclos já comercializados, além de lançamentos. Todos os produtos são desenvolvidos e fabricados com foco nos conceitos de qualidade, design e alto desempenho.
Atualmente, a Shineray do Brasil possui 150 concessionárias, totalizando 250 Pontos de Venda (PDVs) em 25 estados brasileiros: Acre, Alagoas, Bahia, Ceará, Distrito Federal, Espírito Santo, Goiás, Maranhão, Minas Gerais, Mato Grosso do Sul, Mato Grosso, Pará, Paraíba, Pernambuco, Piauí, Paraná, Rio de Janeiro, Rio Grande do Norte, Rio Grande do Sul, Rondônia, Roraima, Santa Catarina, Sergipe, São Paulo e Tocantins.